# Liste der Straßen in Oberhausen-Dümpten
Die Liste der Straßen in Oberhausen-Dümpten beschreibt das Straßensystem im Oberhausener Stadtteil Dümpten mit den entsprechenden historischen Bezügen.

## Überblick
Dümpten gehört zu den Postleitzahlbezirken 46045 (Westen, zusammen mit Styrum und der südlichen Innenstadt) und 46047 (Osten, zusammen mit Oberhausen-Ost).
Der Stadtteil wird – im Norden beginnend – im Uhrzeigersinn folgendermaßen begrenzt: Danziger Straße, Wehrstraße und Mellinghofer Straße zum Schladviertel, die Straßen Katzenbruch, Stockstraße, Kettwiger Straße und Nathlandstraße zu Bermensfeld, der Läppkes Mühlenbach zum Essener Stadtteil Frintrop, die Straße Lepkesfeld und eine – diese Straße weiterführende – gedachte Linie in südöstliche Richtung zu den Mülheimer Stadtteilen Oberdümpten und Oberstyrum sowie die Mülheimer Straße B 223 zu Unterstyrum und der Innenstadt.
In Dümpten gibt es 46 benannte Verkehrsflächen, darunter keinen Platz. Davon befinden sich 11  Straßen nur teilweise im Stadtteil:

Zwei Straßen werden in der Innenstadt fortgesetzt (Danziger Straße, Mülheimer Straße), fünf Straßen befinden sich teils im Schladviertel, davon sind drei Grenzstraßen (Danziger Straße, Mellinghofer Straße, Wehrstraße) und zwei weitere führen über die Stadtteilgrenze hinaus weiter (Rolandstraße, Straßburger Straße). Weitere vier Straßen gehören teilweise zu Bermensfeld (Mellinghofer Straße, Nathlandstraße, Stockstraße, Werdener Straße) und drei Straßen werden in Oberdümpten fortgesetzt (Harpener Weg, Kaisersfeld, Mellinghofer Straße).
Vergleichsweise wenige Straßen sind Teil von Themengruppen. Hierzu zählen (von West nach Ost):
- Österreichische Bundesländer (Kärntener Straße, Steiermarker Straße, Tiroler Straße)
- Essener Stadtteile (Frintroper Straße, Werdener Straße, zusätzlich in Bermensfeld: Kettwiger Straße, Steeler Straße)

Dümpten durchqueren die Landesstraßen 215 (auf der Danziger Straße) und 450 (auf der Mellinghofer Straße).
Zum Oberhausener Kreisstraßensystem gehört die Nathlandstraße als Kreisstraße K 6.

## Übersicht der Straßen und Plätze
Die nachfolgende Tabelle gibt eine Übersicht über die vorhandenen Straßen, Wege und Plätze im Stadtteil sowie einige dazugehörige Informationen.
- Name: aktuelle Bezeichnung der Straße oder des Platzes.
- Im amtlichen Straßenverzeichnis nicht aufgeführte Verkehrswege sind mit * gekennzeichnet.
- Länge/Maße in Metern:
- Die in der Übersicht enthaltenen Längenangaben sind gerundete Übersichtswerte, die in Google Earth mit dem dortigen Maßstab ermittelt wurden. Sie dienen Vergleichszwecken und werden, sofern amtliche Werte bekannt sind, ausgetauscht und gesondert gekennzeichnet.
Bei Plätzen sind die Maße in der Form a × b angegeben.
- Der Zusatz im Stadtteil gibt an, dass die Länge die des Straßenabschnitts innerhalb Dümptens ist, sofern die Straße in benachbarte Stadtteile weitergeführt wird.
- Der Zusatz ohne Stichstraßen gibt bei verzweigten Straßen die Länge der „Hauptstraße“ an.
- Der Zusatz (alle Straßenabschnitte zusammen) gibt an, dass die Straße so verwinkelt ist, dass keine „Hauptstraße“ besteht. Stattdessen wird die Länge aller Straßenabschnitte zusammengezählt.
- Herleitung: Ursprung oder Bezug des Namens
- Anmerkungen: zusätzliche Informationen
- Bild: Foto der Straße oder eines anliegenden Objekts

| Name                   | Länge/Maße (in Metern)                | Herleitung                                                                              | Datum der Benennung | Bemerkungen | Bild                                                    |
| ---------------------- | ------------------------------------- | --------------------------------------------------------------------------------------- | ------------------- | --- | ------------------------------------------------------- |
| Am Kreutz              | 25                                    | altes Prozessionskreuz                                                                  |                     | Am Kreutz ist eine winzige Stichstraße zum Bauerfeld, die schon nach wenigen Metern die Grenze nach Mülheim erreicht und von da an als Janshofstraße weitergeführt wird. Die Schreibweise „Kreutz“ lässt auf einen sehr alten Namen schließen. |                                                         |
| Am Park (*)            | 110                                   | benachbarter Puerto-Morazan-Park                                                        |                     | Am Park ist ein Fußweg in der Kleingartenanlage Schönefeld. Er ist nicht offiziell gewidmet. |                                                         |
| Armutsweg (*)          | 240                                   |                                                                                         |                     | Der Armutsweg ist ein Fußweg in der Kleingartenanlage Schönefeld. Er ist nicht offiziell gewidmet. |                                                         |
| Bauerfeld              | 1100                                  | Felder mehrerer Bauern                                                                  | 1910                | Das Bauerfeld liegt heute wie früher an den Feldern mehrerer Bauern und wurde daher so genannt. Die Straße ist die südlichste Straße Dümptens und bildet mit ihrem Einzugsbereich die Stadtgrenze nach Mülheim. Sie ist die Fortsetzung der Dieckerhoffstraße nach dem Harpener Weg und führt bis hinter den Puerto-Morazan-Park zu einem Reitclub. Bis 1910 trug das Bauerfeld den Namen Wehrwolfstraße. |                                                         |
| Boxengasse (*)         | 220                                   |                                                                                         |                     | Die Boxengasse ist ein Fußweg in der Kleingartenanlage Schönefeld. Sie ist nicht offiziell gewidmet. |                                                         |
| Danziger Straße        | 1400 im Stadtteil                     | Danzig, ehemals deutsche Stadt in Polen                                                 | 1934                | Die Danziger Straße durchquert Dümpten in Nordwest-Südost-Richtung. Sie beginnt in der Oberhausener Innenstadt, bildet zwischen der Mülheimer Straße und der Wehrstraße die Grenze zwischen Dümpten und dem Schladviertel und führt dann vollständig in Dümptener Gebiet bis nach Mülheim, wo sie als Zechenbahn weitergeführt wird. Die Straße ist Teil der Landesstraße L215. Bis 1934 trug die Danziger Straße den Namen Zechenstraße. |                                                         |
| Dieckerhoffstraße      | 450                                   | Dieckermanns Hof                                                                        |                     | Die Straße führte früher zum im heutigen Schladviertel gelegenen Dieckermanns Hof, dessen Name „Mann, der am Teich wohnt“ bedeutet. Heute beginnt die Dieckerhoffstraße im Süden Dümptens als Fortsetzung des Bauerfelds nach dem Harpener Weg und führt bis weit hinter die Danziger Straße zum heutigen Dieckerhof. |                                                         |
| Dümptener Heide        | 220 ohne Stichstraßen: 170            |                                                                                         |                     | Die Dümptener Heide ist eine Neubausiedlung an der Straßburger Straße. |                                                         |
| Dümpterkamp            | 400                                   | Dümptener Feld, großes Ackergelände                                                     |                     | Der Dümpterkamp liegt am „Dümptener Feld“, einem großen, noch heute nicht von Straßen unterbrochenen Acker zwischen der ehemaligen Zeche Roland und Dümptermanns Kotten. Die Straße beginnt an der Wehrstraße als Fortsetzung der Rolandstraße im Schladviertel und führt bis zur Dieckerhoffstraße, hinter der sie in Mülheim als Grüner Weg fortgeführt wird. |                                                         |
| Eckstraße              | 200                                   | Straßenverlauf                                                                          |                     | Früher gehörte ein Teil der Straßburger Straße (zwischen Roland- und Eckstraße) mit zur Eckstraße, die daher erkennbar um die Ecke ging. Die Eckstraße, die von der Mülheimer Straße zur Straßburger Straße führt, wurde früher oft und wird auch heute noch manchmal zum Stadtteil Styrum gezählt. |                                                         |
| Feldmannstraße         | 600                                   | Feldmann, alter Dümptener Landwirt                                                      |                     | Die Feldmannstraße führt von der Straßburger Straße zur Höfmannstraße und somit durch die ehemaligen Felder und zum Hof des alten Dümptener Landwirts Feldmann. |                                                         |
| Frintroper Straße      | 700                                   | Frintrop, Stadtteil von Essen                                                           |                     | Die Straße führt von der Mellinghofer Straße zum Nachbarstadtteil Frintrop und ist daher nach diesem benannt. |                                                         |
| Gerdastraße            | 250                                   | Gerda, weiblicher Vorname                                                               | 1937                | Die Gerdastraße, die die Danziger Straße mit der Feldmannstraße verbindet, ist 1937 wohl willkürlich nach dem weiblichen Vornamen benannt worden. Zuvor hieß sie Paulstraße, dieser Name ersetzte 1910 den ursprünglichen Namen Querstraße. |                                                         |
| Harpener Straße        | 400                                   | Harpener Bergbau AG                                                                     |                     | Die Harpener AG war die Besitzerin der nahe gelegenen Zeche Roland. Die Harpener Straße führt direkt neben der Danziger Straße von der Rolandstraße zur Höfmannstraße, dahinter wird sie als Rolandsfeld fortgesetzt. |                                                         |
| Harpener Weg           | 60                                    | Harpener Bergbau AG                                                                     |                     | Der Harpener Weg ist eine Seitenstraße zur Dieckerhoffstraße, die zur Stadtgrenze nach Mülheim führt und dort unter dem gleichen Namen fortgesetzt wird. |                                                         |
| Hauptweg (*)           | 280                                   |                                                                                         |                     | Der Hauptweg ist ein Fußweg in der Kleingartenanlage Schönefeld. Er ist nicht offiziell gewidmet. |                                                         |
| Heiermannsfeld         | 350 ohne Stichstraßen: 290            | Heiermann, alte Dümptener Landwirtsfamilie                                              |                     | Das Heiermannsfeld liegt in den Feldern der alten Dümptener Landwirtsfamilie Heiermann. Die Straße führt als Fortsetzung der Werdener Straße von der Mühlenstraße zum Priestershof. |                                                         |
| Hellberg               | 170                                   | Hellberg, alter Dümptener Bauer                                                         |                     | Hier lag früher der Hof des Bauern Hellberg. Die Straße führt vom Lepkesfeld zum Priestershof. |                                                         |
| Herderstraße           | 850                                   | Johann Gottfried Herder, 1744–1803, Kulturphilosoph, Historiker, Ästhetiker und Dichter |                     | Die Herderstraße führt von der Feldmannstraße südwärts bis hinter die Ludwigstraße. Die Straße wurde früher oft und wird auch heute noch manchmal im Süden als Grenzstraße zu Styrum betrachtet. |                                                         |
| Hilgenberg             | 300                                   | alte Flurbezeichnung, „Heiligenberg“                                                    | 1910                | Der Hilgenberg war früher eine Erhebung der Rheinmittelterrasse, von der angenommen wird, dass sich auf ihr ein Heiligenbild befand, zu dem Prozessionen führten. Die Straße wurde früher oft und wird auch heute noch manchmal als dem Nachbarstadtteil Styrum zugehörig eingestuft, sie führt parallel zur Klopstock- und Ludwigstraße von der Mülheimer Straße zur Herderstraße. Bis 1910 trug der Hilgenberg den Namen Uhlandstraße. |                                                         |
| Höfmannstraße          | 550                                   | „Höfmann“, alter Dümptener Bauer                                                        |                     | Der Hof des Landwirts Höfmann lag am Ostrand des „Schönefelds Felds“ und seine Felder lagen im Gebiet der heutigen Höfmannstraße. Diese führt vom Schönefeld zur Danziger Straße und wird dahinter als Wehrstraße fortgesetzt. |                                                         |
| In den Matskämpten     | 120 (alle Straßenabschnitte zusammen) | alte Katasterbezeichnung                                                                |                     | In den Matskämpten ist eine kleine Stichstraße zum Vennepoth. |                                                         |
| In der Loh             | 420 (alle Straßenabschnitte zusammen) |                                                                                         |                     | In der Loh ist eine kleine Neubausiedlung zwischen Feldmann- und Höfmannstraße. |                                                         |
| Kärntener Straße       | 300                                   | Kärnten, österreichisches Bundesland                                                    | 1938                | Die Kärntener Straße führt von der Mellinghofer Straße westwärts bis hinter die Tiroler Straße. Neben der Kärntener und der Tiroler Straße befindet sich in der Nähe auch die Steiermarker Straße. Alle drei Straßen standen in der Zeit des Nationalsozialismus kurz nach dem Anschluss Österreichs zur Benennung an. |                                                         |
| Kaisersfeld            | 780 ohne Stichstraßen: 650            | Kaiserskotten, alte Dümptener Höfe                                                      | 1936                | Das Kaisersfeld führt von der Frintroper Straße als Fortsetzung der Stockstraße bis nach Mülheim, wo es unter gleichem Namen bis zur Heiermannstraße führt. Die Straße wurde in den Feldern der alten Kaiserskotten angelegt. Bis 1936 trug sie den Namen Lanterstraße. |                                                         |
| Klopstockstraße        | 270                                   | Friedrich Gottlieb Klopstock, 1724–1803, Dichter                                        |                     | Die Klopstockstraße führt parallel zur Ludwigstraße und zum Hilgenberg von der Mülheimer Straße zur Herderstraße. Die Straße wurde früher oft und wird auch heute noch manchmal zum Nachbarstadtteil Styrum gezählt. |                                                         |
| Lepkesfeld             | 500                                   | Lepkeshof, alter Dümptener Hof                                                          |                     | Das Lepkesfeld ist die Grenzstraße zwischen Unter- und Oberdümpten und liegt an den Feldern des Lepkeshofs, der an der Mühlenstraße steht. Die Straße führt vom Priestershof nordostwärts nach Frintrop, wo sie als Dümptener Straße fortgesetzt wird. |                                                         |
| Ludwigstraße           | 260                                   | Ludwig Heitbrink                                                                        |                     | Ludwig Heitbrink erbaute die ersten Häuser an dieser Straße, die parallel zum Hilgenberg und zur Klopstockstraße von der Mülheimer Straße zur Herderstraße führt. Die Straße wurde früher oft und wird auch heute noch manchmal zum Nachbarstadtteil Styrum gezählt. |                                                         |
| Mellinghofer Straße    | 800 im Stadtteil                      | Mellinghofen, alter Wohnplatz                                                           |                     | Mellinghofen ist heute noch ein Ortsteil Oberdümptens, der auf dem Gelände einer ehemaligen Bauerschaft liegt. Der Name leitet sich von einem früheren Waldgebiet, dem „Mallingforst“, ab. Die Mellinghofer Straße führt nach Mellinghofen und heißt daher so. Sie beginnt an der Essener Straße in Bermensfeld, durchquert diesen Stadtteil und bildet zwischen Falkenstein-/Nathlandstraße und Wehrstraße die Grenze zwischen Dümpten und dem Schladviertel, bevor sie komplett in Dümptener Gebiet liegt und in Mülheimer Stadtgebiet übergeht, wo sie unter gleichem Namen bis nach Mellinghofen führt. |                                                         |
| Miraweg (*)            | 300                                   |                                                                                         |                     | Der Miraweg ist eine Verbindung zwischen der Herderstraße an der Kleingartenanlage Schönefeld und der Mülheimer Straße auf Höhe der Landwehr. Er ist nicht offiziell gewidmet. |                                                         |
| Mühlenhof              | 230                                   | in Anlehnung an die benachbarte Mühlenstraße                                            | 1956                | Der Mühlenhof, eine Bergmannssiedlung und Stichstraße zur Mühlenstraße, wurde wegen der hofartigen Bebauung und der benachbarten Mühlenstraße so benannt. |                                                         |
| Mühlenstraße           | 750                                   | Lepkesmühle                                                                             |                     | Die Mühlenstraße durchquert den Osten von Dümpten in West-Ost-Richtung, sie beginnt am Wehrplatz und führt bis hinter Priestershof zum Lepkeshof, unterhalb dem früher die alte Lepkesmühle stand, nach der die Straße benannt ist. Der benachbarte Läppkes Mühlenbach trägt seinen Namen ebenfalls aufgrund dieser Mühle. | Grundschule Vennepoth an der Mühlenstraße               |
| Mülheimer Straße       | 1300 im Stadtteil                     | Mülheim an der Ruhr                                                                     | 1892                | Die Mülheimer Straße führt von der Oberhausener Neuen Mitte durch das Marienviertel, die Innenstadt, Styrum und Dümpten in die Nachbarstadt Mülheim, wo sie als Oberhausener Straße weitergeführt wird. Sie ist Teil der Bundesstraße 223. Ursprünglich durchquerte sie nur Styrum, der Osten hinter der Mülheimer Straße wird heutzutage allerdings meistens Dümpten zugeordnet, sodass die Straße heute die Westgrenze von Dümpten bildet. Bis 1910 trug die Mülheimer Straße auch im damaligen Styrum den Namen Oberhausener Straße, davor hieß sie bis 1892 Düsseldorf-Münstersche Provinzialstraße. |                                                         |
| Nathlandstraße         | 400 im Stadtteil                      | Nathlandbach, ehemals hier befindliches Gewässer                                        | 1915                | Früher floss durch dieses Gebiet der Nathlandbach, der seinen Namen deswegen trägt, weil er durch „nasses Land“ führt. Schon 1823 ist daher das Gebiet um den Bach herum als „Im Nathland“ bezeichnet worden. Die Nathlandstraße führt als Fortsetzung der Falkensteinstraße im Knappenviertel bis zur Stadtgrenze nach Essen, auf ihrem Stück zwischen Werdener Straße und der Stadtgrenze bildet sie die Grenze zwischen Bermensfeld und Dümpten. Bis 1915 hieß der Teil in Dümpten Kahrstraße. |                                                         |
| Priestershof           | 600                                   | Priestershof, alter Dümptener Hof                                                       | 1945                | Der Priestershof wurde schon 1444 als Gut des Alef Priester in einem Güterverzeichnis des Stifts Essen erwähnt. 1441 soll hier der Broicher Junker Heinrich eine Zollstätte errichtet haben. Der Bauer des Priestershofs wurde zum Zolleinnehmer bestimmt. Diese Zollstätte lag auf einer wichtigen Landstraße von Essen zum Rhein, die vom „Roten Haus“ in Bedingrade am Priestershof vorbei zur Grenze zwischen dem essendischen Lirich und dem bergischen Alstaden führte. Der Priestershof gehörte in der Neuzeit zur HOAG, die Felder wurden 1953 überbaut. Die Straße Priestershof führt von der Nathlandstraße zur Grenze nach Mülheim, wo sie als Heiermannstraße fortgesetzt wird. Zwischen 1934 und 1945 trug der Priestershof den Namen SA-Straße. |                                                         |
| Rolanddamm             | 230                                   | ehemalige Bergehalde der Zeche Roland                                                   |                     | Der Rolanddamm ist eine kurze Straße, die vom Schönefeld abgeht, einen rechten Winkel nordwärts macht und in die Höfmannstraße mündet. Sie liegt in der Nähe der ehemaligen Bergehalde der Zeche Roland, nach der sie benannt wurde. |                                                         |
| Rolandsfeld            | 335 ohne Stichstraßen: 230            | Roland, alter Dümptener Bauer                                                           |                     | Das Rolandsfeld, das die Fortsetzung der Harpener Straße hinter der Höfmannstraße bildet und als verwinkelte Sackgasse endet, ist anders als der benachbarte Rolanddamm nicht nach der Zeche Roland, sondern nach dem hier ansässigen Bauern Roland benannt, durch deren Felder es führt. |                                                         |
| Rolandstraße           | 550 im Stadtteil                      | Zeche Roland                                                                            |                     | Die Rolandstraße führt von der Mülheimer Straße zur Danziger Straße und dahinter im Schladviertel weiter bis zur Wehrstraße, hinter der sie – wieder auf Dümptener Gebiet – als Dümpterkamp fortgeführt wird. Sie ist nach der benachbarten ehemaligen Zeche Roland benannt. |                                                         |
| Sanderstraße           | 240                                   | Sander, alter Dümptener Landwirt                                                        |                     | Die Sanderstraße ist nach einem alten Dümptener Landwirt benannt worden und führt parallel zur Gerdastraße von der Feldmannstraße zur Danziger Straße. |                                                         |
| Scherershof            | 270                                   | Scherershof, alter Dümptener Hof                                                        |                     | Der Scherershof lag auf einer Karte von 1823 südlich der heutigen Kleingartenanlage Schönefeld. Der Name deutet auf einen Hof mit Schafen hin. Die Straße Scherershof führt vom Schönefeld zur Feldmannstraße. |                                                         |
| Schönefeld             | 550                                   | alte Flurbezeichnung („Schönefelds Feld“)                                               |                     | Das Schönefeld ist nach einer alten Katasterbezeichnung benannt und führt von der Herderstraße zum Bauerfeld. |                                                         |
| Schönefelder Allee (*) | 210                                   |                                                                                         |                     | Die Schönefelder Allee ist ein Fußweg in der Kleingartenanlage Schönefeld. Sie ist nicht offiziell gewidmet. |                                                         |
| Schultheißstraße       | 120                                   | Schultheiß, Grundbesitzer                                                               |                     | Die Schultheißstraße ist eine vor dem Ersten Weltkrieg angelegte Stichstraße zur Frintroper Straße. |                                                         |
| Siepmannstraße         | 130                                   | Siepmann, alter Dümptener Landwirt                                                      |                     | Die Siepmannstraße liegt am Kotten des alten Dümptener Landwirts, nach dem sie benannt worden ist, und führt von der Straßburger Straße zur Herderstraße. |                                                         |
| Steiermarker Straße    | 150                                   | Steiermark, österreichisches Bundesland                                                 | 1938                | Die Steiermarker Straße führt von der Mellinghofer Straße bis hinter die Tiroler Straße. Neben der Steiermarker und der Tiroler Straße befindet sich in der Nähe auch die Kärntener Straße. Alle drei Straßen standen in der Zeit des Nationalsozialismus kurz nach dem Anschluss Österreichs zur Benennung an. |                                                         |
| Stockstraße            | 160 im Stadtteil                      | Simon Stock oder Wilhelm Stock                                                          |                     | Die Stockstraße ist entweder nach dem alteingesessenen Metzger Simon Stock, der hier das erste Haus errichtete, oder dem ersten Bürgermeister von Borbeck, Wilhelm Stock, benannt. Die Straße gehörte bis 1915 wie ein Großteil des heutigen Ostens von Oberhausen zu Borbeck. Die Stockstraße führt von der Frintroper Straße als Fortsetzung des Kaisersfelds nach Bermensfeld, wo sie an der Nathlandstraße endet. |                                                         |
| Straßburger Straße     | 800 im Stadtteil                      | Straßburg, ehemals deutsche Stadt im Elsass                                             | 1934                | Die Straßburger Straße führt vom Hilgenberg nordwärts bis ins Schladviertel, wo sie einen Bogen beschreibt und an der Dieckerstraße endet. Bis 1910 trug die Straße den Namen Uhlandstraße, dann hieß sie Dümpterweg. Die Anwohner und anliegende Geschäftsleute protestierten aus schleierhaften Gründen gegen den Namen Dümpterweg, weshalb 1934 die Umbenennung in Straßburger Straße beschlossen wurde. |                                                         |
| Tiroler Straße         | 350                                   | Tirol, österreichisches Bundesland                                                      | 1938                | Die Tiroler Straße führt von der Wehrstraße zur Kärntener Straße. Neben der Kärntener und der Tiroler Straße befindet sich in der Nähe auch die Steiermarker Straße. Alle drei Straßen standen in der Zeit des Nationalsozialismus kurz nach dem Anschluss Österreichs zur Benennung an. |                                                         |
| Ulrichstraße           | 130                                   | Ulrich, männlicher Vorname                                                              | 1945                | Die Ulrichstraße wurde wohl willkürlich nach dem männlichen Vornamen benannt. Es handelt sich um eine kurze Verbindung zwischen Priestershof und Lepkesfeld, die bis 1945 den Namen SS-Straße trug und vor 1934 nach einer benachbarten Ziegeleistraße Ziegelstraße hieß. |                                                         |
| Vennepoth              | 390 ohne Stichstraßen: 350            | alte Flurbezeichnung, „Bodenvertiefung mit Wasserläufen“                                |                     | „Im Fennepoth“ ist eine alte Flurbezeichnung, die Vorlage für den Straßennamen war. Es handelt sich wohl um eine Bodenvertiefung („Poth“) Wasser, das durch die Wasserläufe („Venne“) von der Rheinhauptterrasse hergeleitet wurde. Der Vennepoth ist Namensgeber einer 2015 geschlossenen Grundschule (Vennepothschule) und eines Wahlbezirks der Stadt Oberhausen. |                                                         |
| Wehrstraße             | 900                                   | alte Landwehranlage                                                                     | 1910                | Die Wehrstraße lag früher entlang einer Grenzanlage zwischen der Dümptener Heide und Alt-Dümpten und bildet auch heute noch die Grenze zwischen dem Schladviertel und Dümpten. Sie führt von der Danziger Straße als Fortsetzung der Höfmannstraße bis zum Wehrplatz an der Mellinghofer Straße. Bis 1910 hieß die Straße Landwehrstraße, da es jedoch in Alstaden und Styrum bereits die Landwehr gab, wurde die Oberhausener Landwehrstraße in Wehrstraße umbenannt. | Der Wehrplatz an der Kreuzung Wehr-/Mellinghofer Straße |
| Werdener Straße        | 550                                   | Werden, Stadtteil von Essen                                                             | 1915                | Die Werdener Straße führt von der Mühlenstraße als Fortsetzung des Heiermannsfelds bis zur Nathlandstraße. Auf dem Stück zwischen Kettwiger Straße und Nathlandstraße bildet sie die Grenze zwischen Bermensfeld und Dümpten. In der Nähe sind mehrere Straßen nach Essener Stadtteilen benannt, weswegen 1915 die damalige Sackstraße diesen Namen erhielt. |                                                         |
| Winkelgasse (*)        | 65                                    |                                                                                         |                     | Die Winkelgasse ist ein Fußweg in der Kleingartenanlage Schönefeld. Sie ist nicht offiziell gewidmet. |                                                         |
| Zum Feuchten Grund (*) | 190                                   |                                                                                         |                     | Zum Feuchten Grund ist ein Fußweg in der Kleingartenanlage Schönefeld. Er ist nicht offiziell gewidmet. |                                                         |
| Zum Treppchen (*)      | 200                                   |                                                                                         |                     | Zum Treppchen ist ein Fußweg in der Kleingartenanlage Schönefeld. Er ist nicht offiziell gewidmet. |                                                         |

## Weitere Örtlichkeiten in Dümpten

### Kleingartenanlagen
Die Angaben beziehen sich auf die Daten des Kreisverbandes Oberhausener Kleingärtner e.V., zu dem die meisten Dümptener Vereine gehören. Jede Kleingartenanlage ist dort mit einer Nummer versehen.
- KGA 03 Heimaterde ist eine Kleingartenanlage mit 30 Parzellen auf 11.040 m² Pachtfläche. Sie liegt am Schönefeld.
- KGA 07 Schönefeld ist eine Kleingartenanlage mit 270 Parzellen auf 87.317 m² Pachtfläche. Sie liegt zwischen Schönefeld und Herderstraße.
- KGA 10 Tiroler Straße ist eine Kleingartenanlage mit 24 Parzellen auf 10.438 m² Pachtfläche. Sie liegt an der Tiroler Straße.